# Jaroslav Schiebl
Jaroslav Schiebl (13. září 1851 Plzeň – 5. dubna 1933 Plzeň) byl rakouský a český novinář, statistik a politik, na sklonku 19. století poslanec Českého zemského sněmu.

## Biografie
Jeho otcem byl podnikatel, novinář a politik Ignác Schiebl. Jaroslav Schiebl navštěvoval reálnou školu v Plzni a pak se vyučil knihtiskařem. Následně cestoval po Evropě. Novinářskou dráhu zahájil v berlínském listu Post. Pokoušel se i o hereckou a malířskou dráhu. Po návratu si v Plzni zařídil malé knihkupectví. Od roku 1871 redigoval v Plzni několik regionálních periodik. Spolupracoval i s pražským deníkem Národní listy, do nichž přispíval coby západočeský zpravodaj. Působil dále jako kulturní historik se zaměřením na dějiny Plzně a spisovatel (plzeňské legendy a pověsti). Překládal z francouzštiny, italštiny a ruštiny. Kromě toho byl činný jako archivář a statistik. Statistice se věnoval po roce 1880 a zaměřoval se na sčítání lidu a bytové poměry. Dlouhodobě vedl statistickou kancelář města Plzně.
Koncem 80. let 19. století se zapojil i do zemské politiky. Ve volbách v roce 1889 byl zvolen v kurii obchodních a živnostenských komor (volební obvod Plzeň) do Českého zemského sněmu. Politicky patřil k staročeské straně. Rezignace na mandát byla oznámena na schůzi sněmu v prosinci 1893.
Zemřel v dubnu 1933. Pohřben byl do výstavní rodinné hrobky na Ústředním hřbitově v Plzni.

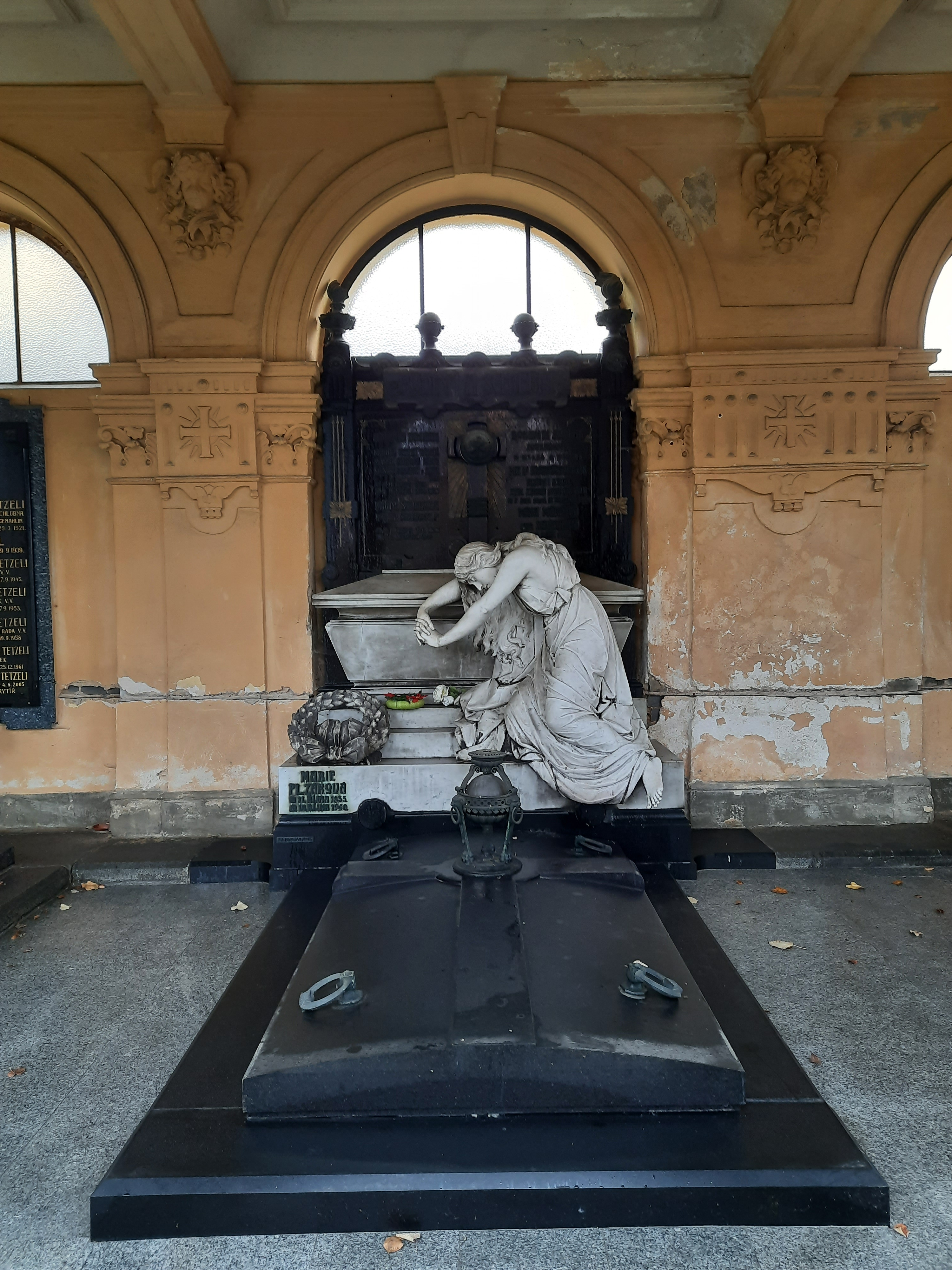
Hrobka rodiny Schieblovy na Ústředním hřbitově v Plzni